# Anatemnus wongalara
Espèce
Anatemnus wongalara est une espèce de pseudoscorpions de la famille des Atemnidae.

## Distribution
Cette espèce est endémique du Territoire du Nord en Australie. Elle se rencontre vers Wongalara.

## Description
Le mâle holotype mesure 2,78 mm et la femelle paratype 2,80 mm.

## Systématique et taxinomie
Cette espèce a été décrite par Harvey et Cullen en 2021.

## Étymologie
Son nom d'espèce lui a été donné en référence au lieu de sa découverte, Wongalara.

## Publication originale
- Harvey & Cullen, 2021 : « A new species of the pseudoscorpion genus Anatemnus (Pseudoscorpiones: Atemnidae) from tropical Australia. » Records of the Western Australian Museum, vol. 36, p. 66–70 (texte intégral).